# Тенни (город, Миннесота)
Тенни (англ. Tenney) — город в округе Уилкин, штат Миннесота, США. На площади 0,05 км² (0,05 км² — суша, водоёмов нет), согласно переписи 2002 года, проживают 6 человек. Плотность населения составляет 115 чел./км².
- FIPS-код города — 27-64426[1]
- GNIS-идентификатор — 0653086[2]